# Малый Качский Ранн
Малый Качский Ранн (Малый Ранн, гудж. ગુજરાતી, англ. Little Rann of Kutch) — солончак, расположенный в юго-восточной части Качского Ранна, недалеко от Большого Качского Ранна в округе Кач штата Гуджарат, Индия.

## Заповедник

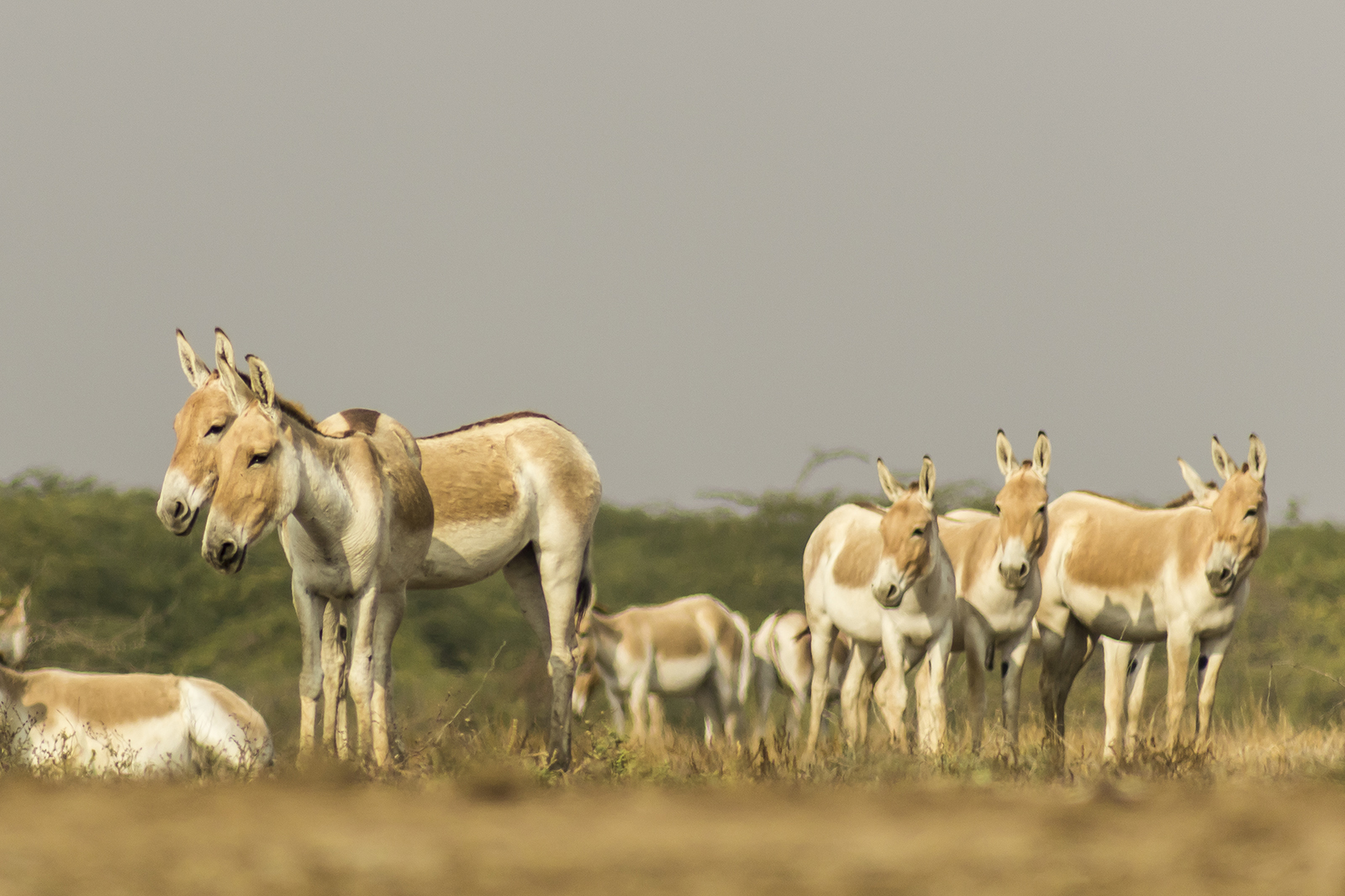
Индийские куланы в Малом Качском Ранне

На территории Малого Качского Ранна расположен заповедник Indian Wild Ass Sanctuary, созданный для сохранения индийских куланов. Несмотря на свой безрадостный вид Малый Качский Ранн отличается богатым биоразнообразием и является экологически важной областью для диких животных и многих местных и мигрирующих водоплавающих птиц, таких как журавли, утки, пеликаны, фламинго, а также наземных птиц, таких как рябковые, турачи и индийские дрофы. Также, помимо куланов, является домом для различных уникальных млекопитающих, таких как индийский волк (лат. Canis lupus pallipes), пустынной лисицы (Vulpes vulpes pusilla) и нильгау (Boselaphus tragocamelus).
Wild Ass Sanctuary планируется реорганизовать в биосферный заповедник, который станет международно-признанным местом сохранения наземных и прибрежных экосистем в рамках программы ЮНЕСКО «Человек и биосфера» (англ. Man and the Biosphere, MAB). Программа направлена на сохранение биологического разнообразия, проведение исследований, мониторинга и обеспечение моделей устойчивого развития. Wild Ass Sanctuary может стать объектом всемирного наследия, предложение было направлено в ЮНЕСКО.

## Экономика

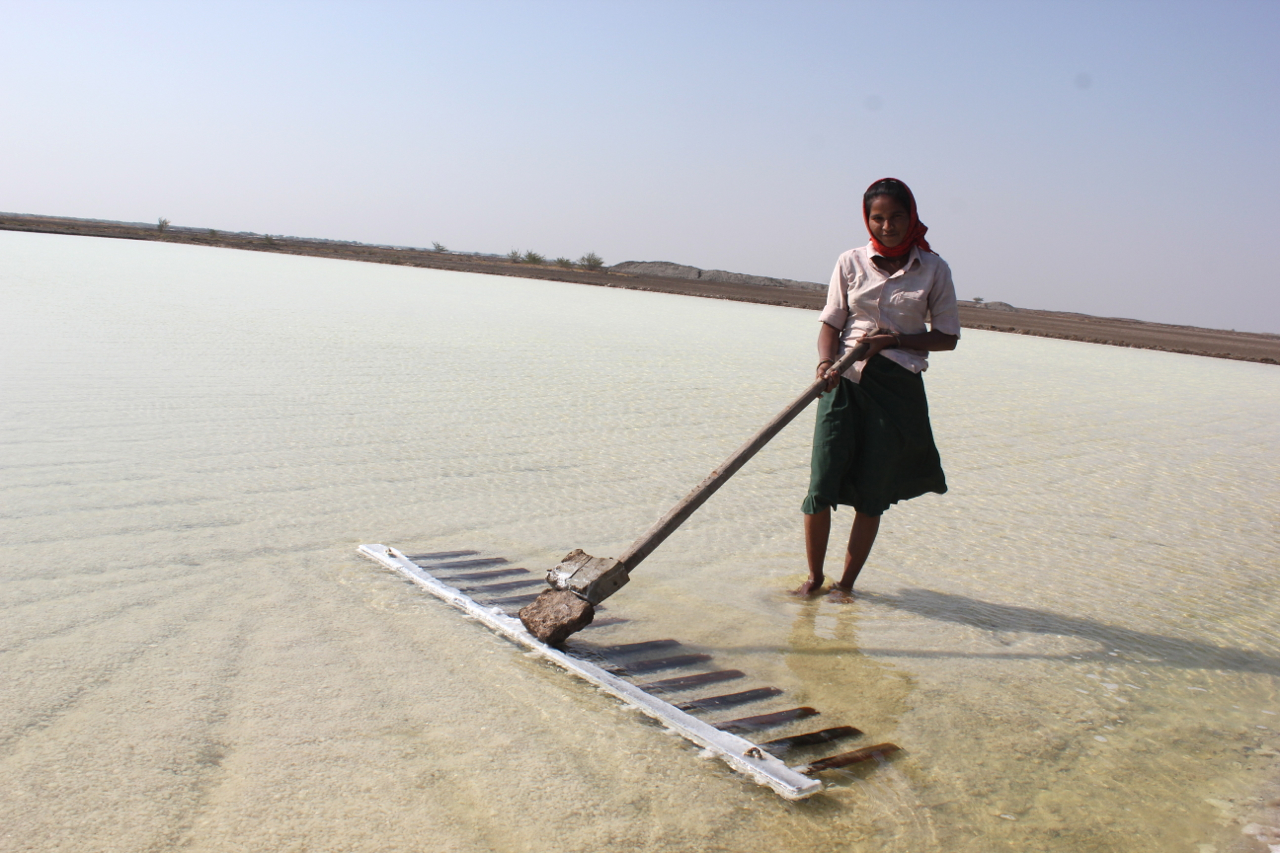
Добыча соли в Малом Качском Ранне

Традиционной для региона отраслью народного хозяйства является производство соли. Лесной департамент штата Гуджарат хочет прекратить добычу соли на территории Малого Качского Ранна, из-за её опасности для экологии региона, дикой природы и исчезающего индийского кулана.
Кроме того, этот район используется для размещения креветочных ферм, что является более выгодной деятельностью, чем добыча соли. Впрочем, и эта деятельность не поощряется лесным департаментом.